# Giustiniani Bandini
I Giustiniani Bandini sono stati una dinastia italiana che fu fondata nel 1815 con il matrimonio di Carlo Bandini del ramo di Camerino e di Cecilia Giustiniani, ultima discendente del ramo romano della famiglia principesca dei Giustiniani.
La famiglia ottenne per eredità dei Giustiniani i titoli di Duca di Mondragone e Conte di Carinola, avendo Cecilia Giustiniani ereditato tali titoli nel 1863 per successione alla cugina Maria Rosa Grillo, essendo essa stessa figlia di Andrea Vincenzo VI Giustiniani e di Nicoletta Grillo, figlia a sua volta del duca Domenico Grillo di Mondragone; inoltre, avendo Benedetto II Giustiniani sposato nel 1757 la nobildonna Cecilia Carlotta Mahony, erede della Contea di Newburgh, per eredità Giustiniani confluirono nella nuova dinastia anche i titoli di Conte di Newburgh, di Visconte Kynnaird e di Barone Livingston della Paria di Scozia. Inoltre, per eredità dei Bandini, la famiglia ottenne anche il titolo di Marchese di Lanciano e Rustano.
L'ultima della sua stirpe fu Donna Maria Sofia Giustiniani Bandini, contessa di Newburgh, viscontessa Kynnaird e baronessa Livingston, che morì senza prole nel 1977 e facendo così estinguere anche in linea femminile diretta la famiglia, che si era già estinta in linea maschile con la morte senza prole dei suoi fratelli e poi con quella di suo padre Carlo nel 1941. I titoli italiani su Mondragone e Carinola si estinsero con la linea maschile, mentre i titoli scozzesi della Contea di Newburgh vennero ereditati per parentela dalla famiglia Rospigliosi.

## Storia

### Origini delle famiglie Bandini e Giustiniani
La dinastia dei Giustiniani Bandini fonda le sue radici sulle storie distinte di due antiche casate italiane, i Giustiniani del ramo di Roma ed i Bandini del ramo di Camerino.
La famiglia Bandini era originaria della Toscana, precisamente delle città di Firenze e Siena, ma risulta stabilita anche a Camerino già dal XIV secolo ed è proprio da questo ramo che discese la casata in questione. La famiglia si distinse per arti e attività pubbliche e a partire dal XVIII secolo ingrandì i suoi possedimenti, come Rocca Varano nel 1721 e i feudi di Lanciano e Rustano nel 1753, con quest'ultimi che vennero elevati a Marchesato.
Invece, l'originaria famiglia genovese dei Giustiniani non discende da una stirpe comune, ma nacque dalla fusione di varie famiglie distinte che si unirono sotto un unico cognome nel 1362 per costituire un consorzio e in tal modo amministrare la Maona di Chio, una maona costituita per sfruttare le risorse dell'Isola di Chio, da loro conquistata pochi anni prima. Il dominio dell'Albergo dei Nobili genovesi, che per qualche tempo interessò anche altre isole dell'Egeo e di Focea, perdurò per oltre due secoli, fino a quando nel 1566 una brutale e sanguinosa repressione da parte dei Turchi Ottomani non mise fine a questo piccolo stato autonomo. Tra i Giustiniani si distinsero diversi personaggi illustri, che fecero carriera nella politica, nel commercio, nella chiesa, nelle armi e nelle arti: diedero i natali a diversi Dogi della Repubblica di Genova. Anche dopo l'abolizione degli alberghi i Giustiniani conservarono il nome comune e durante la loro storia era per loro usuale la pratica dell'endogamia, ovvero l'uso di contrarre matrimoni all'interno dello stesso gruppo sociale e quindi in questo caso all'interno dell'albergo stesso, contribuendo in tal modo a formare un'unica famiglia a tutti gli effetti nel susseguirsi delle generazioni, dove tutti erano consanguinei e tutti si sentivano parenti l'uno con l'altro. Si divisero in molteplici rami e quello romano fu uno dei più ricchi ed influenti, con i suoi membri che furono a stretto contatto con la corte pontificia e si distinsero come mecenati dell'arte; nel 1595 acquistarono le vicine terre di Bassano Romano, che nel 1605 fu elevato a Marchesato e nel 1644 a Principato. Fu proprio dal ramo dei Principi di Bassano che discese la casata in questione.
Il legame tra le due casate si deve a Carlo Bandini e a Cecilia Giustiniani che, tramite il loro matrimonio, fondarono la nuova casa Giustiniani Bandini.

### Cecilia Giustiniani e Carlo Bandini
La principessa Cecilia Giustiniani (1796–1877) era l'unica figlia superstite e legittima di Andrea Vincenzo VI Giustiniani, VI principe di Bassano, e di Nicoletta Grillo, quest'ultima figlia a sua volta del duca Domenico Grillo di Mondragone; Cecilia era così l'ultima discendente ed erede della sua stirpe, ovvero di tutto il ramo romano dei Giustiniani. La nobildonna portava molti titoli: Duchessa di Mondragone e Contessa di Carinola dal 1863; VII Contessa di Newburgh, Viscontessa Kynnaird e Baronessa Livingston (titoli scozzesi riconosciuti nel 1858 dalla Commissione per i Privilegi della Camera dei Comuni); Patrizia Genovese e Nobile Romana. Infatti Cecilia vantava importanti ascendenze e parentele, ovvero: era erede dei Duchi di Mondragone in quanto cugina dell'ultima duchessa Maria Rosa Grillo, essendo Cecilia figlia della già nominata Nicoletta Grillo di Mondragone, ed era anche erede dei titoli scozzesi legati alla Contea di Newburgh, in quanto i suoi nonni paterni erano il nobile Benedetto II Giustiniani, V principe di Bassano, e la contessa Cecilia Carlotta Mahony, a sua volta figlia del conte John Joseph James Mahony e di Lady Anne Clifford dei Baroni Clifford di Chudleigh; quest'ultima era l'erede della Contea di Newburgh e dei titoli sussidiari ad essa annessi in quanto era la maggiore delle due figlie dell'Hon. Thomas Clifford e di Lady Charlotte Maria Livingston, suo jure III contessa di Newburgh. Bisogna dire che i titoli scozzesi passarono inizialmente alla famiglia Radclyffe in quanto Lady Charlotte si risposò con l'Hon. Charles Radclyffe, V conte titolare di Derwentwater, dal quale ebbe sei figli tra cui il primogenito l'Hon. James Bartholomew Radclyffe, che divenne IV conte di Newburgh e VI conte titolare di Derwentwater; a quest'ultimo gli successe il figlio l'Hon. Anthony James Radclyffe come V conte di Newburgh, ma morì senza prole nel 1814. A questo punto il titolo passò legalmente alla famiglia italiana ma risulta necessario ricordare che, alla morte del V Conte di Newburgh, il Principe Giustiniani non si adoperò per affermare il proprio diritto sulla Contea di Newburgh, consentendo così alla famiglia Eyre di assumere incontrastata il titolo ed i suoi membri si auto-designarono come Conti di Newburgh (gli Eyre erano discendenti di Francis Eyre e di Lady Maria Francesca Guillelma Radclyffe, sorella del IV Conte di Newburgh).
Carlo Bandini (1779–1850), invece, era membro del ramo dei Marchesi di Lanciano e Rustano, facenti parte della più grande famiglia dei Bandini di Camerino. Egli stesso portava i titoli di IV Marchese di Lanciano e Rustano, Patrizio di Macerata, Nobile di Camerino e Nobile di Nocera Umbra. La sua famiglia aveva unito al proprio cognome Bandini quello dei Collaterali sin dalla prima metà del XVIII secolo ed era proprietaria, tra gli altri, del complesso e degli enormi terreni dell'Abbazia di Chiaravalle di Fiastra, che nel 1773 fu ceduta dal Papa in enfiteusi al marchese Alessandro Bandini-Collaterali e che divenne realmente di proprietà della famiglia nei primi anni del XIX secolo tramite il versamento da parte loro di 100.000 scudi d'argento alla Santa Sede.
Carlo e Cecilia si unirono in matrimonio nel 1815 ed ebbero cinque figli, tra cui l'unico figlio maschio Sigismondo.

### Nascita dei Giustiniani Bandini
Sigismondo sarà il primo a fregiarsi del cognome Giustiniani Bandini e volle anche inquartare lo stemma con quello Giustiniani ed ereditare il titolo materno di "Principe" e ciò fece scoppiare una serie di tormentate vicende. Infatti la famiglia Giustiniani di Roma si sarebbe estinta con la morte di Donna Cecilia nel 1877, ma s'era già estinta in linea maschile con la morte degli ultimi uomini della famiglia, ovvero il cardinale Giacomo e il cavaliere Lorenzo (entrambi deceduti nel 1843), lasciando erede di tutti i loro beni il giovane Sigismondo. Ma l'eredità del titolo, dei beni e del fedecommesso venne reclamata sia da Sigismondo che dal marchese Alessandro Giustiniani-Recanelli di Genova. Infatti, prima della morte senza prole del ricco e celebre collezionista Vincenzo Giustiniani nel 1637, che aveva ereditato dal padre il feudo di Bassano e vi era stato creato marchese da papa Paolo V nel 1605, questi aveva istituito un fedecommesso nel 1631 per il quale nominava suo erede universale Andrea Giustiniani, figlio di Cassano Giustiniani de Banca, che nel 1644 verrà creato principe di Bassano. Da allora si susseguirono vari principi fino ad arrivare al principe Vincenzo VI Giustiniani, padre di Cecilia, che aveva dissipato le notevoli ricchezze degli avi e così ridotto il fedecommesso, che, alla morte di tutti gli eredi maschi diretti del ramo romano, pervenne al marchese Pantaleo del ramo genovese e da lui al marchese Alessandro (prima del ramo Giustiniani-Recanelli, il fedecommesso passò a Leone Giustiniani-Negro, che però morì senza prole, così come i suoi fratelli, estinguendosi così anche il ramo dei Giustiniani-Negro).
Inizialmente il giovane Sigismondo adottò il cognome Bandini Giustiniani ma il pontefice Pio IX, esaudendo il desiderio di Sigismondo di invertire l'ordine dei casati in Giustiniani Bandini, lo innalzò alla dignità principesca con Breve Papale datato al 27 gennaio 1863, attribuendogli così il rango e gli onori già spettanti ai Principi Giustiniani. La vicenda indispettì il marchese Alessandro, che infine porterà il principe Sigismondo innanzi al Tribunale di Roma nel 1880 per fargli smettere di utilizzare il cognome Giustiniani e le insegne del casato; soltanto nel 1891 si arrivò alla sentenza definitiva che autorizzò i Bandini a fregiarsi del titolo di Principi Giustiniani, mentre il fedecommesso tornava al ramo genovese dei Giustiniani-Recanelli. A riguardo di questa storia possono risultare interessanti le analisi fatte dall'avvocato Vittorio Scialoja, che, richiesto dal principe Sigismondo il suo "parere per la verità", nel 1889 pubblicò il libro Sul diritto al nome ed allo stemma: nella causa tra il principe Sigismondo Giustiniani Bandini e il marchese Alessandro Giustiniani.
Quindi, ottenuto il rango principesco, adottato il cognome Giustiniani ed inquartate le insegne di quest'ultimi a quelle dei Bandini, nacque ufficialmente la nuova casata dei Giustiniani Bandini.

### Titoli e patrimonio
Per eredità Bandini e per eredità Giustiniani, che racchiudeva anche quelle dei Grillo e dei Mahony, Sigismondo ottenne vari titoli e venne ufficialmente riconosciuto con Decreto Ministeriale datato al 9 giugno 1893 (Roma), quindi iscritto nel Libro d'Oro e nell'Elenco Ufficiale della Nobiltà Italiana, come Principe Giustiniani Bandini, Duca di Mondragone e Conte di Carinola, Marchese di Lanciano e Rustano, Conte di Newburgh, Visconte Kynnaird, Barone Livingston, Patrizio di Macerata, Nobile di Camerino, Nobile di Nocera Umbra, Nobile Romano.
Già sul finire del XVIII secolo la situazione economica del casato Giustiniani era precaria e sarà proprio Sigismondo a risollevare le sorti economiche della sua famiglia, riuscendovi grazie alla sua oculata amministrazione. Riportò in attivo le tenute familiari nelle Marche e acquistò 500 azioni di una miniera inglese; possedeva a Roma diversi edifici che furono acquistati o ereditati, tra cui varie case in via Santa Maria del Sudario ed in via degli Specchi, i palazzi Altieri, Paladini e Mignanelli, oltre che la Cappella Bandini nella Chiesa di San Silvestro al Quirinale; ancora, al 1886 risale l'acquisto di quello che divenne la residenza ufficiale della famiglia, il Palazzo Vidoni Caffarelli in corso Vittorio Emanuele II. Tra le proprietà familiari si ricorda anche l'Abbazia di Chiaravalle di Fiastra e le sue tenute, che si estendono tra Urbisaglia e Tolentino, oltre che la tenuta e la chiesa di Santa Maria in Selva a Treia. Tuttavia, ancora una volta la stabilità economica fu in pericolo a causa dei debiti di gioco dell'erede Carlo, che costrinsero il padre Sigismondo a vendere gran parte del patrimonio accumulato, compreso il palazzo familiare.

### Vicende successive, decadenza ed estinzione del casato
Il principe Sigismondo morì nel 1908. Nel 1848 aveva sposato Maria Sofia Massani, figlia del cavaliere Giuseppe Maria Massani, maggiordomo del Papa, la quale tenne uno dei più rinomati salotti di Roma; dal matrimonio nacquero dieci figli, otto femmine e due maschi, tra cui l'unico maschio a raggiungere l'età adulta, Carlo. Il figlio, che lo successe nei titoli, non fu della stessa sostanza del padre e non solo aveva il vizio della prodigalità, cioè la tendenza a sperperare denaro, ma fu anche protagonista di cause di diffamazione e vari duelli, oltre che aver cercato con documenti falsi di farsi investire della Croce di Devozione del Sovrano Militare Ordine di Malta, che fu l'episodio che maggiormente contribuì a screditare la sua reputazione. Carlo sposò nel 1885 la nobildonna Maria Luisa Lanza Branciforte dei Principi di Trabia, dalla quale ebbe quattro figli, tre maschi e un'unica femmina. Il padre di Carlo, finché la salute glielo permise, lo tenne lontano dall'amministrazione del patrimonio ed infatti quest'ultimo non rivestì mai una vera e propria posizione di rilievo all'interno della famiglia e alla morte del genitore si ritrovò in una posizione ancor più defilata, tanto che rinunciò anche ad una parte dell'usufrutto delle tenute di Fiastra e Santa Maria in Selva in favore del figlio Sigismondo, che utilizzava il titolo di cortesia di Duca di Mondragone e che nel 1913 venne nominato amministratore del patrimonio familiare da parte del Tribunale di Roma.
Dei tre figli maschi, il primo a morire fu il piccolo Lorenzo Maria nel 1898. Sigismondo nel 1910 aveva sposato la principessa Teresa Boncompagni-Ludovisi, ma dall'unione non nascevano eredi e mai ne nasceranno, facendo così ricadere sempre più le speranze della continuazione del casato nelle mani dell'altro fratello, Giuseppe; ma quest'ultimo, che era un ufficiale del Regio Esercito Italiano, morì precocemente a soli 20 anni nel 1916, venendo ucciso in battaglia nei pressi di Gorizia.
Già nel 1917 era stato redatto da Sigismondo il suo testamento, prima che l'influenza spagnola lo colpisse e lo portò alla morte a soli 32 anni nel 1918. Oltre al suo lato filantropico, che lo vide promotore di varie iniziative, Sigismondo fu anche molto religioso e fu per tutta vita legato all'Abbazia di Fiastra, dove fece portare a termine i lavori di sistemazione, abbellimento e decorazione del Palazzo Giustiniani Bandini, fatto costruire nel XIX secolo dalla famiglia nel lato sud del chiostro, che prima ospitava le cucine e i refettori. Fu proprio a Fiastra che morì e volle essere sepolto.
Per testamento, Sigismondo nominò erede universale di tutto il patrimonio l'eventuale figlio della sua unica sorella, Maria Sofia. Quest'ultima si sposò nel 1922 con il conte Manfredi Gravina dei Principi di Ramacca, che fu un noto militare, diplomatico, politico e pubblicista italiano che si legherà al Fascismo e che, simpatizzante per la Germania, fu uno dei principali promotori del Nazionalsocialismo in Italia. Ma anche da questo matrimonio non nacquero eredi e la dinastia dei Giustiniani Bandini sarà condannata ad estinguersi con la morte della contessa Maria Sofia nel 1977.

## Fondazione Giustiniani Bandini e Museo Maria Sofia Giustiniani Bandini

### Fondazione Giustiniani Bandini
Dopo la morte senza eredi di Sigismondo Giustiniani Bandini, per suo desiderio e per suo testamento sarà successivamente istituita la Fondazione Giustiniani Bandini nel 1974, che avrebbe ereditato tutte le sue proprietà e che venne creata per volontà della sorella Maria Sofia, che rispettò il volere del fratello e che alla sua stessa morte farà confluire anche parte delle sue proprietà alla Fondazione, essendo anch'essa senza prole. La Fondazione Giustiniani Bandini attualmente è proprietaria dell'Abbazia di Chiaravalle di Fiastra, dell'annesso Palazzo dei Principi e di tutti gli edifici delle tenute, che si estendono per circa 1800 ettari tra i comuni di Tolentino ed Urbisaglia.
Lo scopo della Fondazione, come dichiarato nel sito ufficiale, è quello di «tutelare, preservare e valorizzare tutto il patrimonio lasciato in eredità dalla Famiglia Giustiniani Bandini».
Delle circa 70 case coloniche situate sui terreni della Fondazione, alcune sono molto antiche ed altre sono ancora utilizzate come propria dimora dalle famiglie di agricoltori che coltivano le terre circostanti, di cui una parte è attualmente gestita dalla Fondazione stessa tramite la sua azienda agraria.

### Museo Maria Sofia Giustiniani Bandini
Il Castello di Lanciano, che venne edificato ed ultimato nel 1488 su una preesistente fortificazione medievale per volere di Giovanna Malatesta, figlia del signore Sigismondo Pandolfo Malatesta di Rimini e consorte del signore Giulio Cesare da Varano di Camerino, sarebbe divenuto proprietà della famiglia Bandini dal 1754 fino al 1977, anno della morte di Maria Sofia Giustiniani Bandini, ultima della sua stirpe. Quest'ultima lasciò il castello in eredità all'Arcidiocesi di Camerino.
I restauri scrupolosi del castello lo hanno preservato perfettamente, con ancora al completo e in ottime condizioni i suoi apparati architettonici, le sue decorazioni e i suoi arredi ed è ancora immerso nel suo parco secolare, che si estende fino alle strade che congiungono Camerino, Castelraimondo e Pioraco ed è attraversato da corsi d'acqua derivanti dal fiume Potenza.
Il castello è attualmente sede del Museo "Maria Sofia Giustiniani Bandini", dedicato all'ultima illustre proprietaria e donatrice ai posteri dell'attuale dimora-museo. Il museo espone circa 400 opere, tra opere su tela, pezzi ed oggetti d'arredo d'epoca, disegni, stampe e ceramiche d'epoca da collezione; di particolare attenzione è uno dei manufatti esposti, una sella in cuoio e velluto appartenuta alla regina Cristina di Svezia.

## Luoghi di sepoltura

### Abbazia di Fiastra
Membri della famiglia sepolti nell'Abbazia di Chiaravalle di Fiastra:
- Sigismondo Giustiniani Bandini (1886–1918)

Il giovane principe Sigismondo, ultimo erede maschio di suo padre Carlo e di tutta la sua stirpe, morì senza prole a soli 32 anni all'abbazia di Fiastra e qui volle essere sepolto. Il principe riposa in una tomba posta ai piedi dell'altare e una lapide situata nell'ultima colonna a destra nella navata centrale (transetto) spiega il perché Sigismondo sia sepolto nell'abbazia, citando una parte del suo testamento:

### Castello di Lanciano
Membri della famiglia sepolti al Castello di Lanciano a Castelraimondo:
- Manfredi Gravina dei Principi di Ramacca (1883–1932)
- Maria Sofia Giustiniani Bandini (1889–1977)

Immersa nel verde del grande parco del castello vi si trova la tomba comune dei coniugi Maria Sofia e Manfredi. Per testamento, la principessa dispose di essere sepolta nella tomba del marito e chiese esplicitamente che l'aiuola che la circonda fosse abbellita con fiori in ogni stagione.

### Chiesa di Santa Maria in Selva
Membri della famiglia sepolti nella Chiesa di Santa Maria in Selva a Treia:
- Nicoletta Grillo dei Duchi di Mondragone (1772–1826)
- Nicoletta Giustiniani Bandini (1817–1836)
- Carlo Bandini (1779–1850)
- Cecilia Giustiniani (1796–1877)

All'interno dell'edificio religioso, situato sulla parete sinistra rispetto a chi entra dall'ingresso principale, si trova il monumento funebre dei fondatori della casata, ovvero i coniugi Carlo Bandini e Cecilia Giustiniani, che venne fatto erigere a loro memoria dal figlio Sigismondo Giustiniani Bandini. Il monumento è incassato nella muratura, è realizzato in marmo bianco-grigio e si presenta divisibile essenzialmente in due livelli, con il primo inferiore dove è iscritto l'epitaffio ed il secondo superiore con raffigurati i ritratti e lo stemma dei defunti. Entrambi i ritratti sono realizzati a bassorilievo, sono raffigurati di tre quarti e sono racchiusi in scompartimenti ovoidali, con a sinistra quello di Cecilia e a destra quello di Carlo, che accompagnano lo stemma araldico posto al centro della lastra marmorea; al disopra di quest'ultima è presente un basso frontone decorativo, ornato con volute e sormontato centralmente da una piccola croce. Per quanto riguarda l'epitaffio, invece, esso recita in italiano il seguente testo:
| a · Carlo · march · Bandini · a · Cecilia · princ · Giustiniani genitori · per · virtù · e · coltura · egregi Sigismondo · principe · Giustiniani · Bandini a · memoria · indelebile · di · amorevoli · cure pose |

Invece, situato sulla parete destra rispetto a chi entra dall'ingresso principale, opposto al primo monumento funebre se ne trova un secondo, quello della tomba delle "Due Nicolette". Infatti a venire sepolte nella chiesa furono inizialmente due nobildonne omonime: la prima fu Nicoletta Grillo di Mondragone, moglie del principe Vincenzo VI Giustiniani e nonna della seconda Nicoletta, figlia primogenita di Carlo Bandini e Cecilia Giustiniani, che sposò il marchese Carlo Manca di Villahermosa e che morì giovanissima a soli 19 anni; quest'ultima venne qui sepolta dal marito in ossequio al suo desiderio di venire tumulata accanto all'adorata nonna, da cui aveva preso il nome e che l'aveva tenuta a battesimo. Il monumento in marmo bianco è opera dello scultore Pietro Tenerani, allievo dello scultore danese Bertel Thorvaldsen, realizzata nel 1836. Il monumento è costituito da una lastra marmorea rettangolare, sormontata da un frontone decorativo e ornato con volute a motivi vegetali e floreali; la lastra è suddivisa in tre scomparti quadrangolari, con al centro quello recante l'epitaffio funebre e con ai lati quelli recanti i due ritratti (rispettivamente quello dell'ava Nicoletta a sinistra e quello della giovane Nicoletta a destra). Le due nobildonne sono raffigurate di profilo in bassorilievo, con l'ava avente il capo velato e con la giovane avente i capelli raccolti, ed inoltre sono simbolicamente raffigurate con lo sguardo rivolto l'una verso l'altra, a ricordo dell'affetto e del legame che le ha tenute in vita come ora le tiene in eterno nella morte. Il monumento reca un epitaffio composto ad opera del drammaturgo Luigi Biondi, che così recita:
| a · Ω furono · esempio · di · virtù · e · di · bellezza le · due · Nicolette · che · qui · riposano ava · e · nipote questa · desiderò · che · le · sue · spoglie · mortali a · quelle · dell'ava · fossero · ricongiunte come · le · anime · si · ricongiunsero · in · Dio al · qual · desiderio ahi · troppo · immaturamente satisfecero · gl'inconsolabili · genitori e · il · fratello · e · le · sorelle e · il · vedovo · marito · e · lo · zio · paterno · Giuseppe essi · questo · monumento · posero piccola · testimonianza · di · gran · dolore |

### Cappella Giustiniani Bandini al Cimitero del Verano
Membri della famiglia sepolti nel Cimitero del Verano a Roma:
- Sigismondo Giustiniani Bandini (1818–1908)
- Giuseppe Giustiniani Bandini (1896–1916)
- Nicoletta Giustiniani Bandini (1860–1938)
- Carlo Giustiniani Bandini (1862–1941)
- Maria Luisa Lanza Branciforte dei Principi di Trabia (1866–1949)

Nello storico cimitero romano è situata l'imponente Cappella Giustiniani Bandini, luogo di riposo di alcuni membri della famiglia, che venne costruita per volere del principe Sigismondo Giustiniani Bandini (1818–1908), che la commissionò nel 1898 al poliedrico artista Alessandro Morani. Probabilmente il rapporto dell'artista con la famiglia Giustiniani Bandini nacque tramite la sua frequentazione del mondo del patriziato romano e dell'ambiente degli intellettuali stranieri a Roma, nei quali venne introdotto grazie al suo matrimonio con la pittrice Elisabeth "Lili" Helbig, figlia dell'archeologo tedesco Wolfgang Helbig e della principessa russa Nadejda Schahowskoy.
La tomba si presenta realizzata su due livelli con la parte inferiore di forma semplice e rettangolare, mentre la parte superiore simula un grande sarcofago bizantino con coperchio a baule, spartito in arcate. Il coperchio a baule presenta su entrambi i lati più lunghi due croci speculari e al centro tra di esse il monogramma di Cristo (), inscritto in una ghirlanda d'alloro decorata con nastri terminanti con foglie di edera; il modello è di chiara ispirazione ravennate e sembra derivare direttamente dal sarcofago di San Barbaziano, custodito nel Duomo di Ravenna. Invece i quattro lati del "sarcofago", com'è comune riscontrare nei sarcofagi alto medievali, sono suddivisi in arcate da colonne, in questo caso con fusto a scanalature tortili e con capitello corinzio, e sono decorati con figure all'interno delle arcate; il sarcofago è suddiviso in tre arcate in ambo i lati più corti e in cinque arcate in ambo i lati più lunghi, ma essendo rimasto incompiuto le decorazioni a figure sono solo tre. Nel lato decorato, che è uno dei due più lunghi del sarcofago ed è accessibile tramite una grande rampa esterna, sono raffigurati tre angeli a mosaico e nell'arcata centrale è posta una grata metallica con inserti in madreperla, che è realizzata in stile Art Nouveau con nastri intrecciati ed è decorata con grappoli e foglie d'uva e con due pavoni affrontati. Nei lati più corti del coperchio del sarcofago sono presenti in entrambi una finestra con ruota (rosone romanico), mentre il resto delle parti del sarcofago sono decorate con foglie, grappoli d'uva, spighe di grano, piccole croci e piccoli cristogrammi. L'accesso alla cappella è posto nel lato più lungo del primo livello, opposto alla rampa, e la porta d'accesso è chiusa da un portone in bronzo e nell'architrave della porta vi è un'iscrizione a tessere dorate che, scritta in latino, recita così:
Al piano terra, nel primo livello, ci sono i sepolcri della famiglia: sulla sinistra si trovano le tombe di Carlo e della consorte Maria Lanza di Trabia, mentre sulla destra si trovano le tombe di Sigismondo e di Nicoletta, rispettivamente padre e sorella di Carlo. Ad essere sepolto qui è anche Giuseppe, figlio di Carlo e morto giovanissimo in battaglia durante la Prima Guerra Mondiale, che è ricordato anche da una lapide posta esternamente accanto alla porta d'accesso della cappella, che recita così:

## Linea dinastica
- Donna Cecilia Giustiniani (1796–1877), Duchessa di Mondragone e Contessa di Carinola (dal 1863), VII Contessa di Newburgh, Viscontessa Kynnaird e Baronessa Livingston (riconosciuta dal 1858), Patrizia Genovese e Nobile Romana
- Don Carlo Bandini (1779–1850), IV Marchese di Lanciano e Rustano, Patrizio di Macerata, Nobile di Camerino e Nobile di Nocera Umbra
  - Principe Don Sigismondo Giustiniani Bandini (1818–1908), V Marchese di Lanciano e Rustano  (dal 1850), Patrizio di Macerata, Nobile di Camerino e di Nocera Umbra; riconosciuto Nobile Romano (dal 1855), creato Principe Romano (dal 1863) e 1º Principe Giustiniani Bandini (dal 1893); Duca di Mondragone e Conte di Carinola, VIII Conte di Newburgh, Visconte Kynnaird e Barone Livingston (dal 1877)
    - Principe Don Carlo Giustiniani Bandini (1862–1941), II Principe Giustiniani Bandini, Duca di Mondragone e Conte di Carinola, VI Marchese di Lanciano e Rustano, IX Conte di Newburgh, Visconte Kynnaird e Barone Livingston (dal 1908), Patrizio di Macerata, Nobile di Camerino, Nobile di Nocera Umbra, Nobile Romano
      - Don Sigismondo Giustiniani Bandini (1886–1918), Duca di Mondragone e Visconte Kynnaird (come titoli di cortesia), Patrizio di Macerata, Nobile di Camerino, Nobile di Nocera Umbra e Nobile Romano
      - Donna Maria Sofia Giustiniani Bandini (1889–1977), XI Contessa di Newburgh, Viscontessa Kynnaird e Baronessa Livingston (dal 1941), Patrizia di Macerata, Nobile di Camerino, Nobile di Nocera Umbra e Nobile Romana
        - Estinzione del casato Giustiniani Bandini, passaggio ereditario dei titoli scozzesi al casato Rospigliosi

## Genealogia

### Albero genealogico dei Giustiniani Bandini[1]
|                            |                            |                                                                               |                                                                               |                                                    |                                                    |                     | | | | | | | | | |                                                           |                                                       |                          |                          |
|                            |                            |                                                                               |                                                                               |                                                    |                                                    |                     | | | | | · Giustiniani di Roma e Bandini di Camerino | | | | |                                                           |                                                       |                          |                          |
|                            |                            |                                                                               |                                                                               |                                                    |                                                    |                     | | | | | | | | | |                                                           |                                                       |                          |                          |
|                            |                            |                                                                               |                                                                               |                                                    |                                                    |                     | | | | | | | | | |                                                           |                                                       |                          |                          |
|                            |                            |                                                                               |                                                                               |                                                    |                                                    |                     | | | | | Carlo Bandini * 1779 † 1850 IV marchese di Lanciano e Rustano ⚭ Cecilia Giustiniani, duchessa di Mondragone e VII contessa di Newburgh                               | | | | |                                                           |                                                       |                          |                          |
|                            |                            |                                                                               |                                                                               |                                                    |                                                    |                     | | | | | | | | | |                                                           |                                                       |                          |                          |
|                            |                            |                                                                               |                                                                               |                                                    |                                                    |                     | | | | | | | | | |                                                           |                                                       |                          |                          |
|                            |                            |                                                                               |                                                                               |                                                    |                                                    |                     | Nicoletta * 1817 † 1836 ⚭ marchese Carlo Manca di Villahermosa                                                     | Nicoletta * 1817 † 1836 ⚭ marchese Carlo Manca di Villahermosa                                                     | Sigismondo Giustiniani Bandini * 1818 † 1908 1º Principe Giustiniani Bandini, Duca di Mondragone, V Marchese di Lanciano e Rustano, VIII Conte di Newburgh ⚭ Maria Sofia Massani | Sigismondo Giustiniani Bandini * 1818 † 1908 1º Principe Giustiniani Bandini, Duca di Mondragone, V Marchese di Lanciano e Rustano, VIII Conte di Newburgh ⚭ Maria Sofia Massani | Cristina * 1821 † 1851 ⚭ conte Marcello Marcelli-Flori | Cristina * 1821 † 1851 ⚭ conte Marcello Marcelli-Flori                                                     | Maria * 1825 † post 1851 ⚭ cavaliere Federico dei Conti Pucci Boncambi                                     | Maria * 1825 † post 1851 ⚭ cavaliere Federico dei Conti Pucci Boncambi                                        | Elisabetta * 1820 † post 1841 ⚭ marchese Agostino Trionfi                                                     | Elisabetta * 1820 † post 1841 ⚭ marchese Agostino Trionfi |                                                       |                          |                          |
|                            |                            |                                                                               |                                                                               |                                                    |                                                    |                     | | | | | | | | | |                                                           |                                                       |                          |                          |
|                            |                            |                                                                               |                                                                               |                                                    |                                                    |                     | | | | | | | | | |                                                           |                                                       |                          |                          |
| Nicoletta * 1849/50 † 1855 | Nicoletta * 1849/50 † 1855 | Carolina * 1851 † 1942 ⚭ Vincenzo Guardino Colleoni-Porto, VII conte di Solza | Carolina * 1851 † 1942 ⚭ Vincenzo Guardino Colleoni-Porto, VII conte di Solza | Elena * 1853 † 1950 ⚭ principe Camillo Rospigliosi | Elena * 1853 † 1950 ⚭ principe Camillo Rospigliosi | Carlo * 1860 † 1861 | Carlo * 1860 † 1861                                                                                                | Nicoletta * 1860 † 1938 ⚭ Mario Grazioli Lante della Rovere, II duca Grazioli e barone di Castel Porziano          | Nicoletta * 1860 † 1938 ⚭ Mario Grazioli Lante della Rovere, II duca Grazioli e barone di Castel Porziano                                                                        | Carlo * 1862 † 1941 II Principe Giustiniani Bandini, Duca di Mondragone, VI Marchese di Lanciano e Rustano, IX Conte di Newburgh ⚭ Maria Lanza Branciforte di Trabia             | Carlo * 1862 † 1941 II Principe Giustiniani Bandini, Duca di Mondragone, VI Marchese di Lanciano e Rustano, IX Conte di Newburgh ⚭ Maria Lanza Branciforte di Trabia | Maria Cristina * 1866 † 1959 religiosa e politica, fondatrice dell'Unione fra le Donne Cattoliche d'Italia | Maria Cristina * 1866 † 1959 religiosa e politica, fondatrice dell'Unione fra le Donne Cattoliche d'Italia | Maria Isabella * 1867 † 1963 ⚭ Hon. Sir Esmé William Howard dei Duchi di Norfolk, 1º Barone Howard di Penrith | Maria Isabella * 1867 † 1963 ⚭ Hon. Sir Esmé William Howard dei Duchi di Norfolk, 1º Barone Howard di Penrith | Maria Cecilia * 1871 † post 1920 ⚭ conte Paolo Piella     | Maria Cecilia * 1871 † post 1920 ⚭ conte Paolo Piella | Anna Maria * 1874 † 1874 | Anna Maria * 1874 † 1874 |
|                            |                            |                                                                               |                                                                               |                                                    |                                                    |                     | | | | | | | | | |                                                           |                                                       |                          |                          |
|                            |                            |                                                                               |                                                                               |                                                    |                                                    |                     | | | | | | | | | |                                                           |                                                       |                          |                          |
|                            |                            |                                                                               |                                                                               |                                                    |                                                    |                     | Sigismondo * 1886 † 1918 Duca di Mondragone e Visconte Kynnaird (titoli di cortesia) ⚭ Teresa Boncompagni-Ludovisi | Sigismondo * 1886 † 1918 Duca di Mondragone e Visconte Kynnaird (titoli di cortesia) ⚭ Teresa Boncompagni-Ludovisi | Maria Sofia * 1889 † 1977 X Contessa di Newburgh, Viscontessa Kynnaird, Baronessa Livingstone ultima della sua stirpe ⚭ Manfredi Gravina dei Principi di Ramacca                 | Maria Sofia * 1889 † 1977 X Contessa di Newburgh, Viscontessa Kynnaird, Baronessa Livingstone ultima della sua stirpe ⚭ Manfredi Gravina dei Principi di Ramacca                 | Giuseppe * 1896 † 1916 (in battaglia) Ufficiale del Regio Esercito Italiano                                                                                          | Giuseppe * 1896 † 1916 (in battaglia) Ufficiale del Regio Esercito Italiano                                | Lorenzo Maria * 1898 † 1898                                                                                | Lorenzo Maria * 1898 † 1898                                                                                   | |                                                           |                                                       |                          |                          |

### Albero genealogico dei Bandini di Camerino[1]
|                                         |                                         |                                           |                                                    |                                                         |                                                         |                                               |                                               |                                       |                                               |                                               |                                           |                                                                  |                                      |                              |                              |                                |                                |                               |                               |                         |
|                                         |                                         |                                           |                                                    |                                                         |                                                         |                                               |                                               |                                       |                                               |                                               |                                           |                                                                  | · Bandini                            |                              |                              |                                |                                |                               |                               |                         |
|                                         |                                         |                                           |                                                    |                                                         |                                                         |                                               |                                               |                                       |                                               |                                               |                                           |                                                                  |                                      |                              |                              |                                |                                |                               |                               |                         |
|                                         |                                         |                                           |                                                    |                                                         |                                                         |                                               |                                               |                                       |                                               |                                               |                                           |                                                                  |                                      |                              |                              |                                |                                |                               |                               |                         |
|                                         |                                         |                                           |                                                    |                                                         |                                                         |                                               |                                               |                                       |                                               |                                               |                                           |                                                                  | Antonio di Gozzon                    |                              |                              |                                |                                |                               |                               |                         |
|                                         |                                         |                                           |                                                    |                                                         |                                                         |                                               |                                               |                                       |                                               |                                               |                                           |                                                                  |                                      |                              |                              |                                |                                |                               |                               |                         |
|                                         |                                         |                                           |                                                    |                                                         |                                                         |                                               |                                               |                                       |                                               |                                               |                                           |                                                                  |                                      |                              |                              |                                |                                |                               |                               |                         |
|                                         |                                         |                                           |                                                    |                                                         |                                                         |                                               |                                               |                                       |                                               |                                               |                                           |                                                                  | Mariano de Scalarza                  |                              |                              |                                |                                |                               |                               |                         |
|                                         |                                         |                                           |                                                    |                                                         |                                                         |                                               |                                               |                                       |                                               |                                               |                                           |                                                                  |                                      |                              |                              |                                |                                |                               |                               |                         |
|                                         |                                         |                                           |                                                    |                                                         |                                                         |                                               |                                               |                                       |                                               |                                               |                                           |                                                                  |                                      |                              |                              |                                |                                |                               |                               |                         |
|                                         |                                         |                                           |                                                    |                                                         |                                                         |                                               |                                               |                                       |                                               |                                               |                                           |                                                                  | Antonio † 1527 ⚭ Gentilina Bandini   |                              |                              |                                |                                |                               |                               |                         |
|                                         |                                         |                                           |                                                    |                                                         |                                                         |                                               |                                               |                                       |                                               |                                               |                                           |                                                                  |                                      |                              |                              |                                |                                |                               |                               |                         |
|                                         |                                         |                                           |                                                    |                                                         |                                                         |                                               |                                               |                                       |                                               |                                               |                                           |                                                                  |                                      |                              |                              |                                |                                |                               |                               |                         |
|                                         |                                         |                                           |                                                    |                                                         |                                                         |                                               |                                               |                                       |                                               | Cornelio                                      | Cornelio                                  | Giovanni Battista † 1567                                         | Giovanni Battista † 1567             | Giulio                       | Giulio                       | Mariano                        | Mariano                        |                               |                               |                         |
|                                         |                                         |                                           |                                                    |                                                         |                                                         |                                               |                                               |                                       |                                               |                                               |                                           |                                                                  |                                      |                              |                              |                                |                                |                               |                               |                         |
|                                         |                                         |                                           |                                                    |                                                         |                                                         |                                               |                                               |                                       |                                               |                                               |                                           |                                                                  |                                      |                              |                              |                                |                                |                               |                               |                         |
|                                         |                                         |                                           |                                                    |                                                         |                                                         |                                               |                                               |                                       |                                               |                                               | Cornelio                                  | Cornelio                                                         | Annibale                             | Annibale                     |                              |                                |                                |                               |                               |                         |
|                                         |                                         |                                           |                                                    |                                                         |                                                         |                                               |                                               |                                       |                                               |                                               |                                           |                                                                  |                                      |                              |                              |                                |                                |                               |                               |                         |
|                                         |                                         |                                           |                                                    |                                                         |                                                         |                                               |                                               |                                       |                                               |                                               |                                           |                                                                  |                                      |                              |                              |                                |                                |                               |                               |                         |
|                                         |                                         |                                           |                                                    |                                                         |                                                         |                                               |                                               |                                       |                                               |                                               |                                           |                                                                  | Giovanni Battista * 1515             |                              |                              |                                |                                |                               |                               |                         |
|                                         |                                         |                                           |                                                    |                                                         |                                                         |                                               |                                               |                                       |                                               |                                               |                                           |                                                                  |                                      |                              |                              |                                |                                |                               |                               |                         |
|                                         |                                         |                                           |                                                    |                                                         |                                                         |                                               |                                               |                                       |                                               |                                               |                                           |                                                                  |                                      |                              |                              |                                |                                |                               |                               |                         |
|                                         |                                         |                                           |                                                    |                                                         |                                                         |                                               |                                               |                                       |                                               |                                               |                                           |                                                                  | ?                                    |                              |                              |                                |                                |                               |                               |                         |
|                                         |                                         |                                           |                                                    |                                                         |                                                         |                                               |                                               |                                       |                                               |                                               |                                           |                                                                  |                                      |                              |                              |                                |                                |                               |                               |                         |
|                                         |                                         |                                           |                                                    |                                                         |                                                         |                                               |                                               |                                       |                                               |                                               |                                           |                                                                  |                                      |                              |                              |                                |                                |                               |                               |                         |
|                                         |                                         |                                           |                                                    |                                                         |                                                         |                                               |                                               |                                       |                                               |                                               |                                           |                                                                  | Giovanni Filippo † ante 1715         |                              |                              |                                |                                |                               |                               |                         |
|                                         |                                         |                                           |                                                    |                                                         |                                                         |                                               |                                               |                                       |                                               |                                               |                                           |                                                                  |                                      |                              |                              |                                |                                |                               |                               |                         |
|                                         |                                         |                                           |                                                    |                                                         |                                                         |                                               |                                               |                                       |                                               |                                               |                                           |                                                                  |                                      |                              |                              |                                |                                |                               |                               |                         |
|                                         |                                         |                                           |                                                    |                                                         |                                                         |                                               |                                               |                                       |                                               |                                               |                                           | Cornelio * 1675 ⚭ Angela Evangelisti                             | Cornelio * 1675 ⚭ Angela Evangelisti | Giovanni Filippo * 1678      | Giovanni Filippo * 1678      |                                |                                |                               |                               |                         |
|                                         |                                         |                                           |                                                    |                                                         |                                                         |                                               |                                               |                                       |                                               |                                               |                                           |                                                                  |                                      |                              |                              |                                |                                |                               |                               |                         |
|                                         |                                         |                                           |                                                    |                                                         |                                                         |                                               |                                               |                                       |                                               |                                               |                                           |                                                                  |                                      |                              |                              |                                |                                |                               |                               |                         |
|                                         |                                         |                                           |                                                    |                                                         |                                                         |                                               |                                               |                                       |                                               |                                               |                                           | Alessandro Bandini-Collaterali * 1717 † 1796 ⚭ Cristina Azzolino |                                      |                              |                              |                                |                                |                               |                               |                         |
|                                         |                                         |                                           |                                                    |                                                         |                                                         |                                               |                                               |                                       |                                               |                                               |                                           |                                                                  |                                      |                              |                              |                                |                                |                               |                               |                         |
|                                         |                                         |                                           |                                                    |                                                         |                                                         |                                               |                                               |                                       |                                               |                                               |                                           |                                                                  |                                      |                              |                              |                                |                                |                               |                               |                         |
|                                         |                                         |                                           |                                                    |                                                         | Maria Clementina * 1743                                 | Maria Clementina * 1743                       | Caterina Enrica * 1744                        | Caterina Enrica * 1744                | Sigismondo * 1745 † 1814 ⚭ Elisabetta Missini | Sigismondo * 1745 † 1814 ⚭ Elisabetta Missini | Giuseppe * 1750                           | Giuseppe * 1750                                                  | Melchiorre * 1751                    | Melchiorre * 1751            | Cornelio * 1755              | Cornelio * 1755                | Giovanni Battista * 1757       | Giovanni Battista * 1757      | Maria Elisabetta * 1760       | Maria Elisabetta * 1760 |
|                                         |                                         |                                           |                                                    |                                                         |                                                         |                                               |                                               |                                       |                                               |                                               |                                           |                                                                  |                                      |                              |                              |                                |                                |                               |                               |                         |
|                                         |                                         |                                           |                                                    |                                                         |                                                         |                                               |                                               |                                       |                                               |                                               |                                           |                                                                  |                                      |                              |                              |                                |                                |                               |                               |                         |
| Venanzo                                 | Venanzo                                 | Carlo * 1779 † 1850 ⚭ Cecilia Giustiniani | Carlo * 1779 † 1850 ⚭ Cecilia Giustiniani          |                                                         |                                                         | Giuseppe † 1859                               | Giuseppe † 1859                               |                                       |                                               | Cornelio * 1781 † 1837 ⚭ Lucrezia Avesani     | Cornelio * 1781 † 1837 ⚭ Lucrezia Avesani | Angela * 1782 ⚭ P. Mancinelli                                    | Angela * 1782 ⚭ P. Mancinelli        | Anna * 1784 ⚭ G. B. Azzolino | Anna * 1784 ⚭ G. B. Azzolino | Clementina * 1757 ⚭ A. Colocci | Clementina * 1757 ⚭ A. Colocci | Gentilina * 1760 ⚭ G. Errighi | Gentilina * 1760 ⚭ G. Errighi |                         |
|                                         |                                         |                                           |                                                    |                                                         |                                                         |                                               |                                               |                                       |                                               |                                               |                                           |                                                                  |                                      |                              |                              |                                |                                |                               |                               |                         |
|                                         |                                         |                                           |                                                    |                                                         |                                                         |                                               |                                               |                                       |                                               |                                               |                                           |                                                                  |                                      |                              |                              |                                |                                |                               |                               |                         |
|                                         |                                         | Giustiniani Bandini ·                     | Giustiniani Bandini ·                              | Guido Bandini Erizzo * 1824 † 1876 ⚭ Margherita de Falk | Guido Bandini Erizzo * 1824 † 1876 ⚭ Margherita de Falk | Carlo Giovanni * 1825 † 1867 ⚭ Teresa Soldati | Carlo Giovanni * 1825 † 1867 ⚭ Teresa Soldati | Matilde                               | Matilde                                       | Elisabetta                                    | Elisabetta                                | Sofia                                                            | Sofia                                | Adriana                      | Adriana                      | Amalia                         | Amalia                         |                               |                               |                         |
|                                         |                                         |                                           |                                                    |                                                         |                                                         |                                               |                                               |                                       |                                               |                                               |                                           |                                                                  |                                      |                              |                              |                                |                                |                               |                               |                         |
|                                         |                                         |                                           |                                                    |                                                         |                                                         |                                               |                                               |                                       |                                               |                                               |                                           |                                                                  |                                      |                              |                              |                                |                                |                               |                               |                         |
| Margherita * 1865 † 1947 ⚭ V. Bianchini | Margherita * 1865 † 1947 ⚭ V. Bianchini | Vera ⚭ Buratti                            | Vera ⚭ Buratti                                     | Alessandro * 1871 † 1945 ⚭ A. Tommasini Barbarossa      | Alessandro * 1871 † 1945 ⚭ A. Tommasini Barbarossa      | Matilde ⚭ Tommasini Barbarossa ⚭ A. Canaletti | Matilde ⚭ Tommasini Barbarossa ⚭ A. Canaletti | Cristina * 1876 † 1944 ⚭ C. Ferrajoli | Cristina * 1876 † 1944 ⚭ C. Ferrajoli         |                                               |                                           |                                                                  |                                      |                              |                              |                                |                                |                               |                               |                         |
|                                         |                                         |                                           |                                                    |                                                         |                                                         |                                               |                                               |                                       |                                               |                                               |                                           |                                                                  |                                      |                              |                              |                                |                                |                               |                               |                         |
|                                         |                                         |                                           |                                                    |                                                         |                                                         |                                               |                                               |                                       |                                               |                                               |                                           |                                                                  |                                      |                              |                              |                                |                                |                               |                               |                         |
|                                         |                                         |                                           | Elisabetta ⚭ A. Pantaleoni ⚭ L. Leopardi Dittajuti | Elisabetta ⚭ A. Pantaleoni ⚭ L. Leopardi Dittajuti      | Maria ⚭ F. S. Bosdari                                   | Maria ⚭ F. S. Bosdari                         |                                               |                                       |                                               |                                               |                                           |                                                                  |                                      |                              |                              |                                |                                |                               |                               |                         |

### Albero genealogico del ramo romano dei Giustiniani: Principi di Bassano[1]
|                                                                     |                                                                     |                               |                                                                                          |                                                                                          |                                     |                                                                                  |                                                                                                  | | | |                                                                                                 | |                                                                                      |                                                                      |                                                            |                                                    |                                                    |                                   |                                                                 |                                                                 |                                                              |                                                              |
|                                                                     |                                                                     |                               |                                                                                          |                                                                                          |                                     |                                                                                  |                                                                                                  | | | |                                                                                                 | · Giustiniani di Chio                                                                                                 |                                                                                      |                                                                      |                                                            |                                                    |                                                    |                                   |                                                                 |                                                                 |                                                              |                                                              |
|                                                                     |                                                                     |                               |                                                                                          |                                                                                          |                                     |                                                                                  |                                                                                                  | | | |                                                                                                 | |                                                                                      |                                                                      |                                                            |                                                    |                                                    |                                   |                                                                 |                                                                 |                                                              |                                                              |
|                                                                     |                                                                     |                               |                                                                                          |                                                                                          |                                     |                                                                                  |                                                                                                  | | | |                                                                                                 | |                                                                                      |                                                                      |                                                            |                                                    |                                                    |                                   |                                                                 |                                                                 |                                                              |                                                              |
|                                                                     |                                                                     |                               |                                                                                          |                                                                                          |                                     |                                                                                  |                                                                                                  | | | |                                                                                                 | Andreolo XVI secolo Consignore di Chio fino al 1566, poi fuggì a Messina ⚭ Luchinetta "Giustina" Giustiniani de Banca |                                                                                      |                                                                      |                                                            |                                                    |                                                    |                                   |                                                                 |                                                                 |                                                              |                                                              |
|                                                                     |                                                                     |                               |                                                                                          |                                                                                          |                                     |                                                                                  |                                                                                                  | | | |                                                                                                 | |                                                                                      |                                                                      |                                                            |                                                    |                                                    |                                   |                                                                 |                                                                 |                                                              |                                                              |
|                                                                     |                                                                     |                               |                                                                                          |                                                                                          |                                     |                                                                                  |                                                                                                  | | | |                                                                                                 | |                                                                                      |                                                                      |                                                            |                                                    |                                                    |                                   |                                                                 |                                                                 |                                                              |                                                              |
|                                                                     |                                                                     |                               |                                                                                          | Giovanni Battista patrizio genovese                                                      | Giovanni Battista patrizio genovese |                                                                                  |                                                                                                  | | | | Cassano † post 1618 Senatore di Messina ⚭ Caterina de Bellis                                    | Cassano † post 1618 Senatore di Messina ⚭ Caterina de Bellis                                                          |                                                                                      | Bernardo * 1574 † 1616 Vescovo di Anglona e Tursi dal 1609           | Bernardo * 1574 † 1616 Vescovo di Anglona e Tursi dal 1609 |                                                    | Paolo patrizio genovese                            | Paolo patrizio genovese           | Brancaleona ⚭ Bernardo Giustiniani Garibaldi, patrizio genovese | Brancaleona ⚭ Bernardo Giustiniani Garibaldi, patrizio genovese | Geronima ⚭ Giovanni Giustiniani Garibaldi, patrizio genovese | Geronima ⚭ Giovanni Giustiniani Garibaldi, patrizio genovese |
|                                                                     |                                                                     |                               |                                                                                          |                                                                                          |                                     |                                                                                  |                                                                                                  | | | |                                                                                                 | |                                                                                      |                                                                      |                                                            |                                                    |                                                    |                                   |                                                                 |                                                                 |                                                              |                                                              |
|                                                                     |                                                                     |                               |                                                                                          |                                                                                          |                                     |                                                                                  |                                                                                                  | | | |                                                                                                 | |                                                                                      |                                                                      |                                                            |                                                    |                                                    |                                   |                                                                 |                                                                 |                                                              |                                                              |
|                                                                     |                                                                     |                               | Tommaso [illegittimo]                                                                    | Tommaso [illegittimo]                                                                    | Luca [illegittimo]                  | Luca [illegittimo]                                                               | Andrea * 1605 † 1676 1º Principe di Bassano ⚭ Maria Pamphili                                     | Andrea * 1605 † 1676 1º Principe di Bassano ⚭ Maria Pamphili                                                             | Vincenzo * 1616 † post 1644 Abate di San Cassiano di Messina                                                             | Vincenzo * 1616 † post 1644 Abate di San Cassiano di Messina                                          | Maria ⚭ cavaliere Antonio Messina                                                               | Maria ⚭ cavaliere Antonio Messina                                                                                     | Costanza † post 1685 ⚭ Marco de Gregorio, marchese di Poggiogregorio                 | Costanza † post 1685 ⚭ Marco de Gregorio, marchese di Poggiogregorio | Bianca ⚭ Giuseppe Guasconi, nobile di Messina              | Bianca ⚭ Giuseppe Guasconi, nobile di Messina      | Fabio [illegittimo]                                | Fabio [illegittimo]               |                                                                 |                                                                 |                                                              |                                                              |
|                                                                     |                                                                     |                               |                                                                                          |                                                                                          |                                     |                                                                                  |                                                                                                  | | | |                                                                                                 | |                                                                                      |                                                                      |                                                            |                                                    |                                                    |                                   |                                                                 |                                                                 |                                                              |                                                              |
|                                                                     |                                                                     |                               |                                                                                          |                                                                                          |                                     |                                                                                  |                                                                                                  | | | |                                                                                                 | |                                                                                      |                                                                      |                                                            |                                                    |                                                    |                                   |                                                                 |                                                                 |                                                              |                                                              |
| Olimpia * 1641 † 1729 ⚭ Maffeo Barberini, II principe di Palestrina | Olimpia * 1641 † 1729 ⚭ Maffeo Barberini, II principe di Palestrina | Vincenzo * 1643 † in gioventù | Vincenzo * 1643 † in gioventù                                                            | Giovanni Battista * 1644 † 1676                                                          | Giovanni Battista * 1644 † 1676     | Giuseppe Benedetto * 1646 † in gioventù                                          | Giuseppe Benedetto * 1646 † in gioventù                                                          | Girolamo * 1647 † in gioventù                                                                                            | Girolamo * 1647 † in gioventù                                                                                            | Caterina * 1648 † 1724 ⚭ Giulio Savelli, III principe di Albano                                       | Caterina * 1648 † 1724 ⚭ Giulio Savelli, III principe di Albano                                 | Carlo Benedetto * 1649 † 1679 II Principe di Bassano ⚭ Caterina Gonzaga di Novellara                                  | Carlo Benedetto * 1649 † 1679 II Principe di Bassano ⚭ Caterina Gonzaga di Novellara | Laura * 1655 † 1657                                                  | Laura * 1655 † 1657                                        |                                                    |                                                    |                                   |                                                                 |                                                                 |                                                              |                                                              |
|                                                                     |                                                                     |                               |                                                                                          |                                                                                          |                                     |                                                                                  |                                                                                                  | | | |                                                                                                 | |                                                                                      |                                                                      |                                                            |                                                    |                                                    |                                   |                                                                 |                                                                 |                                                              |                                                              |
|                                                                     |                                                                     |                               |                                                                                          |                                                                                          |                                     |                                                                                  |                                                                                                  | | | |                                                                                                 | |                                                                                      |                                                                      |                                                            |                                                    |                                                    |                                   |                                                                 |                                                                 |                                                              |                                                              |
|                                                                     |                                                                     |                               |                                                                                          |                                                                                          |                                     | Vincenzo * 1673 † 1754 III Principe di Bassano ⚭ Costanza Boncompagni-Ludovisi   | Vincenzo * 1673 † 1754 III Principe di Bassano ⚭ Costanza Boncompagni-Ludovisi                   | Andrea * 1674 † 1733/1741 abate, chierico e Governatore Pontificio di Camerino                                           | Andrea * 1674 † 1733/1741 abate, chierico e Governatore Pontificio di Camerino                                           | Giovanni Battista * 1675 † 1751 patrizio genovese e nobile romano ⚭ Giulia Boncompagni-Ludovisi       | Giovanni Battista * 1675 † 1751 patrizio genovese e nobile romano ⚭ Giulia Boncompagni-Ludovisi | Girolamo * 1676 † 1676                                                                                                | Girolamo * 1676 † 1676                                                               | Alessandro * 1677 † 1756 Cavaliere dell'Ordine di Malta              | Alessandro * 1677 † 1756 Cavaliere dell'Ordine di Malta    | Carlo * 1679 † 1758 Cavaliere dell'Ordine di Malta | Carlo * 1679 † 1758 Cavaliere dell'Ordine di Malta | Alfonso * 1680 † 1749 abate laico | Alfonso * 1680 † 1749 abate laico                               |                                                                 |                                                              |                                                              |
|                                                                     |                                                                     |                               |                                                                                          |                                                                                          |                                     |                                                                                  |                                                                                                  | | | |                                                                                                 | |                                                                                      |                                                                      |                                                            |                                                    |                                                    |                                   |                                                                 |                                                                 |                                                              |                                                              |
|                                                                     |                                                                     |                               |                                                                                          |                                                                                          |                                     |                                                                                  |                                                                                                  | | | |                                                                                                 | |                                                                                      |                                                                      |                                                            |                                                    |                                                    |                                   |                                                                 |                                                                 |                                                              |                                                              |
|                                                                     |                                                                     |                               | Maria Francesca * 1707 † 1783 ⚭ Sforza Giuseppe Sforza Cesarini, III principe di Genzano | Maria Francesca * 1707 † 1783 ⚭ Sforza Giuseppe Sforza Cesarini, III principe di Genzano | Giuseppe * 1710 † 1741 sacerdote    | Giuseppe * 1710 † 1741 sacerdote                                                 | Francesco * 1711 † in gioventù                                                                   | Francesco * 1711 † in gioventù                                                                                           | Girolamo Vincenzo IV * 1714 † 1757 IV Principe di Bassano ⚭ Anna Maria Angelica Ruspoli                                  | Girolamo Vincenzo IV * 1714 † 1757 IV Principe di Bassano ⚭ Anna Maria Angelica Ruspoli               |                                                                                                 | |                                                                                      |                                                                      |                                                            |                                                    |                                                    |                                   |                                                                 |                                                                 |                                                              |                                                              |
|                                                                     |                                                                     |                               |                                                                                          |                                                                                          |                                     |                                                                                  |                                                                                                  | | | |                                                                                                 | |                                                                                      |                                                                      |                                                            |                                                    |                                                    |                                   |                                                                 |                                                                 |                                                              |                                                              |
|                                                                     |                                                                     |                               |                                                                                          |                                                                                          |                                     |                                                                                  |                                                                                                  | | | |                                                                                                 | |                                                                                      |                                                                      |                                                            |                                                    |                                                    |                                   |                                                                 |                                                                 |                                                              |                                                              |
|                                                                     |                                                                     |                               |                                                                                          |                                                                                          |                                     |                                                                                  |                                                                                                  | | Benedetto II * 1735 † 1793 V Principe di Bassano ⚭ Cecilia Carlotta Mahony                                               | |                                                                                                 | |                                                                                      |                                                                      |                                                            |                                                    |                                                    |                                   |                                                                 |                                                                 |                                                              |                                                              |
|                                                                     |                                                                     |                               |                                                                                          |                                                                                          |                                     |                                                                                  |                                                                                                  | | | |                                                                                                 | |                                                                                      |                                                                      |                                                            |                                                    |                                                    |                                   |                                                                 |                                                                 |                                                              |                                                              |
|                                                                     |                                                                     |                               |                                                                                          |                                                                                          |                                     |                                                                                  |                                                                                                  | | | |                                                                                                 | |                                                                                      |                                                                      |                                                            |                                                    |                                                    |                                   |                                                                 |                                                                 |                                                              |                                                              |
|                                                                     |                                                                     | Vincenzo V * 1759 † 1759      | Vincenzo V * 1759 † 1759                                                                 | Giuseppe * 1760 † in gioventù                                                            | Giuseppe * 1760 † in gioventù       | Caterina Valeria * 1761 † 1813 ⚭ Baldassarre Odescalchi, III principe Odescalchi | Caterina Valeria * 1761 † 1813 ⚭ Baldassarre Odescalchi, III principe Odescalchi                 | Andrea Vincenzo VI * 1762 † 1826 VI Principe di Bassano, VI Conte di Newburgh ⚭ Nicoletta Grillo dei Duchi di Mondragone | Andrea Vincenzo VI * 1762 † 1826 VI Principe di Bassano, VI Conte di Newburgh ⚭ Nicoletta Grillo dei Duchi di Mondragone | Maria Isabella * 1763 † 1783 ⚭ Francesco Ruspoli, III principe di Cerveteri                           | Maria Isabella * 1763 † 1783 ⚭ Francesco Ruspoli, III principe di Cerveteri                     | Lorenzo * 1767 † 1843 Cavaliere dell'Ordine di Malta                                                                  | Lorenzo * 1767 † 1843 Cavaliere dell'Ordine di Malta                                 | Giacomo * 1769 † 1843 Cardinale di Santa Romana Chiesa               | Giacomo * 1769 † 1843 Cardinale di Santa Romana Chiesa     | Giuseppe * 1775 † 17…                              | Giuseppe * 1775 † 17…                              |                                   |                                                                 |                                                                 |                                                              |                                                              |
|                                                                     |                                                                     |                               |                                                                                          |                                                                                          |                                     |                                                                                  |                                                                                                  | | | |                                                                                                 | |                                                                                      |                                                                      |                                                            |                                                    |                                                    |                                   |                                                                 |                                                                 |                                                              |                                                              |
|                                                                     |                                                                     |                               |                                                                                          |                                                                                          |                                     |                                                                                  |                                                                                                  | | | |                                                                                                 | |                                                                                      |                                                                      |                                                            |                                                    |                                                    |                                   |                                                                 |                                                                 |                                                              |                                                              |
|                                                                     |                                                                     |                               |                                                                                          |                                                                                          | figlio maschio * 1794 † 1794        | figlio maschio * 1794 † 1794                                                     | Cecilia * 1796 † 1877 ultima della sua stirpe ⚭ Carlo Bandini, IV marchese di Lanciano e Rustano | Cecilia * 1796 † 1877 ultima della sua stirpe ⚭ Carlo Bandini, IV marchese di Lanciano e Rustano                         | Teresa Cammilleri [illegittima, paternità incerta] ⚭ Giuseppe Galea Feriol dei Baroni di San Marciano                    | Teresa Cammilleri [illegittima, paternità incerta] ⚭ Giuseppe Galea Feriol dei Baroni di San Marciano | Giovanni Cammilleri [illegittimo, paternità incerta] ⚭ Maria Borg                               | Giovanni Cammilleri [illegittimo, paternità incerta] ⚭ Maria Borg                                                     |                                                                                      |                                                                      |                                                            |                                                    |                                                    |                                   |                                                                 |                                                                 |                                                              |                                                              |
|                                                                     |                                                                     |                               |                                                                                          |                                                                                          |                                     |                                                                                  |                                                                                                  | | | |                                                                                                 | |                                                                                      |                                                                      |                                                            |                                                    |                                                    |                                   |                                                                 |                                                                 |                                                              |                                                              |
|                                                                     |                                                                     |                               |                                                                                          |                                                                                          |                                     |                                                                                  |                                                                                                  | | | |                                                                                                 | |                                                                                      |                                                                      |                                                            |                                                    |                                                    |                                   |                                                                 |                                                                 |                                                              |                                                              |
|                                                                     |                                                                     |                               |                                                                                          |                                                                                          |                                     |                                                                                  | Giustiniani Bandini ·                                                                            | Giustiniani Bandini · | | | Elena Cammilleri ⚭ conte Gaetano Farrugia                                                       | Elena Cammilleri ⚭ conte Gaetano Farrugia                                                                             |                                                                                      |                                                                      |                                                            |                                                    |                                                    |                                   |                                                                 |                                                                 |                                                              |                                                              |

## Armoriale e motti
Lo stemma dei Giustiniani Bandini è il risultato della fusione di quattro diversi scudi araldici di altrettante casate. Esso è inquartato in tal maniera: nel primo lo stemma dei Bandini di Camerino, nel secondo lo stemma dei Giustiniani di Roma, nel terzo lo stemma dei Grillo di Mondragone e nel quarto lo stemma dei Conti di Newburgh.
Motto: "laus deo si je puis".

### Stemma dei Bandini di Camerino
L'arma del casato dei Bandini di Camerino corrisponde alla seguente blasonatura: Bandato di rosso e d'argento, col capo del primo caricato di una croce del secondo oppure Bandato di sei pezzi d'argento e di rosso, al capo d'argento caricato di una croce di rosso, o ancora D'argento, a tre bande di rosso, con il capo del Popolo Fiorentino o Di rosso, a tre bande d'argento, con il capo del Popolo Fiorentino. Le bande d'argento possono anche essere solo due e non tre, quindi altre varianti includerebbero il Bandato di cinque pezzi [...] o Di rosso, a due bande d'argento [...].

### Stemma dei Giustiniani
L'arma del casato Giustiniani corrisponde alla seguente blasonatura: Di rosso al mastio d'argento (o d'oro) esagonale, merlato alla guelfa, torricellato di tre pezzi, quella di mezzo più elevata e più tozza, aperto e finestrato nel campo; col capo d'oro caricato di un'aquila imperiale nera coronata del campo e uscente dalla partizione. Una variante vuole il castello fondato nel mare d'azzurro fluttuoso d'argento in riferimento al domino dei Giustiniani su Chio, mentre l'aquila venne aggiunta solo nel 1413 per la concessione del titolo di "Conte Palatino".
Motto: alla famiglia sono attribuiti diversi motti, come "si je puis, suprema requiro", "iusta sum et cum iustis maneo", "iuppiter me misit cum iustis", "gloria et divitie in domo eius" e "sic animo in advertis".

### Stemma dei Grillo
L'arma del casato dei Grillo corrisponde alla seguente blasonatura: Di rosso alla banda d'argento caricata di un grillo al naturale; è un'arma parlante in quanto richiama direttamente il cognome della famiglia.
Motto: NITIMUR IN VETITUM

### Stemma dei Conti di Newburgh
L'arma del Conte di Newburgh corrisponde alla seguente blasonatura: Argent on a Bend between three Gillyflowers Gules an Anchor of the first all within a Double Tressure flory counterflory Vert, ovvero D'argento alla banda di rosso caricata di un'ancora del primo compresa fra tre garofani del secondo, il tutto racchiuso da una doppia cinta fiorita e controfiorita di verde. Tra gli ornamenti esteriori dello scudo vi sono i due sostegni araldici ai fianchi, un selvaggio propriamente inghirlandato e un cavallo d'argento sellato di rosso, mentre lo stemma è sormontato da un cimiero costituito da una testa di moro attortigliata di rosso e d'argento, perlata d'argento alle orecchie.
Motto: "si je puis".

Stemma dei Giustiniani Bandini
Stemma dei Bandini di Camerino
Stemma dei Giustiniani
Stemma dei Grillo
Stemma del Conte di Newburgh